# Balance of Power
Balance of Power je enajsti studijski album skupine Electric Light Orchestra, ki je izšel leta 1986. To je zadnji album skupine, na katerem je igral bobnar in soustanovitelj skupine, Bev Bevan.

## Pregled
Balance of Power je bil zadnji album skupine pred razpadom leta 1986. Po izdaji predhodnika Secret Messages, je skupino zapustil basist Kelly Groucutt, zato je skupina igrala le kot trio, ki so ga sestavljali Jeff Lynne, Richard Tandy in Bev Bevan. S snemanjem tega albuma je skupina pričela leta 1984, izdaja pa je bila predvidena za pomlad 1985. Zaradi dodajanja številnih sintetizatorjev na album, je bila izdaja preložena na začetek leta 1986. Po izdaji albuma je skupina odigrala nekaj koncertov po Združenem kraljestvu in Evropi. Na enem koncertu v Združenem kraljestvu, se je skupini na odru, kot gost, pridružil George Harrison.
Videospot singla »Calling America« je bil posnet v Parizu in vsebuje posnetke skupine, ki igra pred Centrom Georges Pompidou. Videospot je bil posnet tudi za singl »So Serious«. Skladba »Endless Lies« je bila posvečena Royju Orbisonu in je bila posneta za nikoli izdano dvojno verzijo albuma Secret Messages. Izšla je na albumu Balance of Power v nekoliko drugačni obliki.
Remasterizirana verzija albuma je izšla 26. februarja 2007 v Združenem kraljestvu in 20. marca 2007 v ZDA kot del serije Sony/BMG Music Epic/Legacy.
Evropske CD izdaje so izšle pri založbi Epic Records, ameriške in japonske izdaje pa so izšle pri založbi CBS Associated.

## Seznam skladb
Vse pesmi je napisal in uglasbil Jeff Lynne.
| Stran 1 | Stran 1                | Stran 1 |
| Št.     | Naslov                 | Dolžina |
| ------- | ---------------------- | ------- |
| 1.      | „Heaven Only Knows‟    | 2:52    |
| 2.      | „So Serious‟           | 2:38    |
| 3.      | „Getting to the Point‟ | 4:28    |
| 4.      | „Secret Lives‟         | 3:26    |
| 5.      | „Is It Alright‟        | 3:25    |

| Stran 2 | Stran 2                | Stran 2 |
| Št.     | Naslov                 | Dolžina |
| ------- | ---------------------- | ------- |
| 6.      | „Sorrow About to Fall‟ | 3:59    |
| 7.      | „Without Someone‟      | 3:48    |
| 8.      | „Calling America‟      | 3:26    |
| 9.      | „Endless Lies‟         | 2:55    |
| 10.     | „Send It‟              | 3:04    |

| Bonus skladbe na izdaji iz 2007 | Bonus skladbe na izdaji iz 2007                                           | Bonus skladbe na izdaji iz 2007 |
| Št.                             | Naslov                                                                    | Dolžina                         |
| ------------------------------- | ------------------------------------------------------------------------- | ------------------------------- |
| 11.                             | „Opening‟                                                                 | 0:24                            |
| 12.                             | „Heaven Only Knows‟ (alternativna verzija)                                | 2:32                            |
| 13.                             | „In for the Kill‟                                                         | 3:13                            |
| 14.                             | „Secret Lives‟ (alternativni posnetek)                                    | 3:24                            |
| 15.                             | „Sorrow About to Fall‟ (alternativni miks)                                | 3:48                            |
| 16.                             | „Caught in a Trap‟ (B-stran singla "Calling America")                     | 3:44                            |
| 17.                             | „Destination Unknown‟ (B-stran singlov "Calling America" in "So Serious") | 4:10                            |

## Osebje
- Jeff Lynne – vokali, električne in akustične kitare, Synclavier II, bas kitara, klaviature, tolkala, producent
- Bev Bevan – bobni, tolkala
- Richard Tandy – klaviature, programiranje

Dodatno osebje
- Christian Schneider – saksofon
- Bill Bottrell – inženir
- Mack – inženir

## Zasedba na turneji
- Jeff Lynne – solo vokal, električna kitara
- Bev Bevan – bobni
- Richard Tandy – klaviature
- Louis Clark – sintetizator godal
- Mik Kaminski – violina, sintetizator
- Dave Morgan – spremljevalni vokali, akustična kitara, vocoder

## Lestvice
| Država                               | Najvišja uvrstitev |
| ------------------------------------ | ------------------ |
| Avstralija (Kent Music Report)       | 49                 |
| Avstrija (Ö3 Austria Top 40)         | 29                 |
| Japonska (Oricon)                    | 16                 |
| Kanada (RPM)                         | 46                 |
| Nemčija (Media Control)              | 18                 |
| Norveška (VG-lista)                  | 4                  |
| Švedska (Sverigetopplistan)          | 3                  |
| Švica                                | 10                 |
| ZDA (Billboard 200)                  | 49                 |
| Združeno kraljestvo (UK Album Chart) | 9                  |